# Баллера – Валлумбілла/Мумба
Баллера – Валлумбілла/Мумба – важливий елемент газотранспортної системи Австралії.
В 1996 році спорудили трубопровід South West Queensland Pipeline (SWQP), який дозволив подати товарний газ з газопереробного заводу Баллера до газового хабу у Валлумбілла, де ресурс міг передаватись до трубопроводів Валлумбілла – Брисбен та Валлумбілла – Гладстон – Рокгемптон. SWQP має довжину 755 кілометрів та був виконаний в діаметрі 400 мм.
В 2000-х роках почалась активна розробка метану вугільних пластів басейну Сурат з подачею додаткового ресурсу до хабу у Валлумбілла (трубопроводи Ферв'ю – Валлумбілла, Спрінг-Галлі – Валлумбілла, Віндібрі – Валлумбілла). Як наслідок, напрямок руху у SWQP реверсували, що дозволило подавати його до Баллери та далі у двох напрямках:
- на північ по газопроводу Баллера – Маунт-Айза;
- на південний захід через споруджену в 2008-му ділянку QSN Link, що дозволила транспортувати ресурс до Мумби для його передачі до газопроводів Мумба – Аделаїда та Мумба – Сідней (можливо відзначити, що ще в першій половині 1990-х газопереробні заводи Баллера та Мумба сполучили газопроводом, втім, він призначався для перекачування ресурсу, який ще не пройшов підготовки, а тому не міг використовуватись для поставок товарного газу). QSN Link має довжину 182 кілометра та був виконаний в діаметрі 400 мм.
У 2012-му від Мумби до Валлумбілли проклали другу нитку діаметром 450 мм, а в 2014-му завершили заходи з модернізації, які дозволили організувати бідирекціональний рух по всі довжині траси системи, при цьому зміна напрямку перекачування потребує лише кількох годин. В свою чергу, всі зазначені вище трубопроводи, споруджені для подачі метану з басейну Сурат стали бідирекціональними, а їх вихідні установки підготовки наразі безпосередньо під’єднані до потужних трубопровідних систем, що ведуть до трьох заводів зі зрідження природного газу на острові Кертіс-Айленд (те саме стосується і споруджених в 2010 та 2018 роках газопроводів Валлумбілла – Дарлінг-Даунз і Валлумбілла – Ріді-Крік). Добова пропускна здатність газопроводу Мумба – Баллера – Валлумбілла становить 9 млн м3 у східному та 13,6 млн м3 у західному напрямках.
Найбільшим відгалуженням від SWQP є трубопровід Чіпі – Баркалдайн (Cheepie – Barcaldine).
Можливо також відзначити, що з газовим хабому у Валлумбілла співпрацюють  підземні сховища газу Рома, Сілвер-Спрінгс та Ньюстед, а біля Баллера знаходиться невелике підземне сховище Чуку.